# Labyrinthe (roman)
Pour les articles homonymes, voir Labyrinthe (homonymie).
Labyrinthe est un roman écrit par Kate Mosse et publié en 2005.

## Synopsis
Il relate le destin croisé de deux personnages (sur le thème d'une quête du Graal), Alaïs et Alice, toutes deux issues d'une époque différente. Alaïs vit au XIIIe siècle, en pleine période des croisades. Elle va recevoir un manuscrit des mains de son père lui donnant ainsi la responsabilité d'un savoir secret s'y trouvant. Alice, pour sa part, va, pendant des fouilles à Carcassonne en 2005, découvrir un texte écrit dans une langue ancienne, qui  l'entrainera dans une aventure historique.

## Personnages

### 1209-1244
- Alaïs du Mas née Pelletier
- Bertrand Pelletier
- Oriane Congost née Pelletier
- Guilhem du Mas
- Jehan Congost
- Guirande
- Rixende
- François
- Raymond-Roger Trencavel
- Guy d'Evreux
- Sajhë de Servian
- Esclarmonde de Servian
- Bertrande de Servian
- Louis d'Evreux
- Gaston
- Senhèr Ne Couza
- Alzeau de Preixan
- Pierre II roi d'Aragon
- Pierre Roger de Cabaret
- Amiel de Coursan
- Siméon
- Harif
- Raoul
- Bérenger
- Dame Agnès

### 2005
- Alice Tanner
- Shelagh O'Donnell
- Stephen "Steve"
- Docteur Brayling
- Paul Authié
- Yves Biau
- Commissaire Noubel
- Jeanne Giraud
- Audric Baillard
- Marie-Cécile l'Oradore
- William "Will" Franklin
- François-Baptiste l'Oradore
- Karen Fleury
- Tavernier
- Dominique
- Javier Domingo
- Cyrille Braissard

## Récompense
En 2006, Kate Mosse remporte un British Book Award dans la catégorie "Richard & Judy's Best Read" pour ce livre. 

## Adaptation
En 2012, le roman est adapté à la télévision par Adrian Hodges sous forme d'une mini-série éponyme réalisée par Christopher Smith. 
Le tournage s'est déroulé au Cap en Afrique du Sud pour les scènes dont l'action se situe au Moyen Âge, et à Carcassonne pour les scènes du XXIe siècle,.